# Judo Boy
Judo Boy (紅三四郎, Kurenai Sanshirō, litt. Sanshiro le Rouge) est un manga scénarisé par Ippei Kuri et dessiné par Tatsuo Yoshida. Il a été prépublié entre 1968 et 1969 dans les magazines Weekly Shōnen Sunday et Weekly Shōnen Jump et compilé en un unique tome. Le manga est édité en France par Isan manga en un volume sorti le 26 juin 2014.
Une série télévisée d'animation japonaise créée par Tatsuo Yoshida, réalisée par Ippei Kuri et produite par Tatsunoko Production a été diffusée pour la première fois sur Fuji TV du 2 avril 1969 au 24 septembre 1969, avec un total de 26 épisodes. Le générique d'ouverture est interprété par Mitsuko Horie, alors âgée de douze ans, et est le premier de sa carrière. La série a été diffusée en France pour la première fois en 1983, et a été rediffusée en 1985 et en 1987. Le générique est interprété par Michel Barouille. Elle a aussi été diffusée sur Télé Monte-Carlo en 1984 dans l'émission Télé Monte Cartoon.

## Synopsis
La série a pour héros Sanshiro, un jeune artiste martial, adepte du style Kurenai de ju-jitsu, parcourant le monde à moto en quête de l'assassin de son père. Il est accompagné malgré lui par un jeune orphelin, Ken (Kenbo) et le chien de celui-ci, Bobo (Boke).
Le seul indice que possède Sanshiro est un œil en verre laissé près du cadavre de son père. Il est donc à la recherche d'un borgne, et nombre de ses adversaires portent un bandeau oculaire ou un œil de verre. Lorsqu'il les affronte, il revêt son keikogi rouge, confectionné par sa mère.

## Série d'animation

### Épisodes
1. L'homme avec un œil de verre
2. La vengeance à dix ans d'âge
3. Le gang des chats démons
4. La grande plaine en flamme
5. La brute des Landes désolées
6. Les diables noirs
7. Le complot d'Hermann
8. Les surhommes au service du mal
9. Les pieds nus dans la neige
10. Le Pharaon de Sandora
11. Le guerrier du Kilimandjaro
12. Les cinq tueurs sous le crépuscule macabre
13. Le plan d'évasion de la citadelle Macumba
14. Les Olympiades des assassins
15. La détermination du chien vengeur
16. Le monstre de l'île des damnés
17. Le démoniaque Général Borgne
18. La malédiction du fantôme du Général Bang
19. La récompense du traître
20. Le tigre blanc borgne (partie 1)
21. Le tigre blanc borgne (partie 2)
22. La technique secrète du Magma
23. L'homme qui tuait les taureaux à mains nues
24. La prise suprême
25. La vallée des hommes singes
26. La jolie fille à l'épée cachée

### Doublage
Le personnage de Sanshiro est doublé par Ikuo Nishikawa - VF : François Leccia,celui de Ken par Kenbo Kaminarimon - VF : Francette Vernillat et Bobo par Hiroshi Ōtake.